# Bintan
Bintan eller Negeri Segantang Lada är en ö i ögruppen Riau i Indonesien. Den är en del av provinsen Kepulauan Riau, vars huvudort Tanjungpinang ligger på Bintan. Staden ligger på öns södra del och är dess huvudort. Bintan täcker 60 057 km², varav cirka 2 402,3 km² (3%) är land.
Bintans historia går tillbaka till tidigt 300-tal, då ön blomstrade som en handelsplats på vägen mellan Indien och Kina, och har under historien tillhört Kina, Storbritannien och Nederländerna, då ön förklarades vara en del av Nederländska Ostindien som en del av Engelsk-nederländska fördraget i London 1824. Under 1200-talet var Bintan känt som piratön, då malajiska pirater plundrade handelsfartyg som seglade i området.
Singapore är den närmaste stora staden dit det tar 45 minuter med båt. Ön är känd för sina långa vita sandstränder och många internationella hotell och resorter. Den mest framträdande är Bintan resort som täcker en yta på över 300 hektar i tropisk miljö. Indonesien har marknadsfört Bintan som den näst främsta turistdestinationen i Indonesien efter Bali.

## Historia

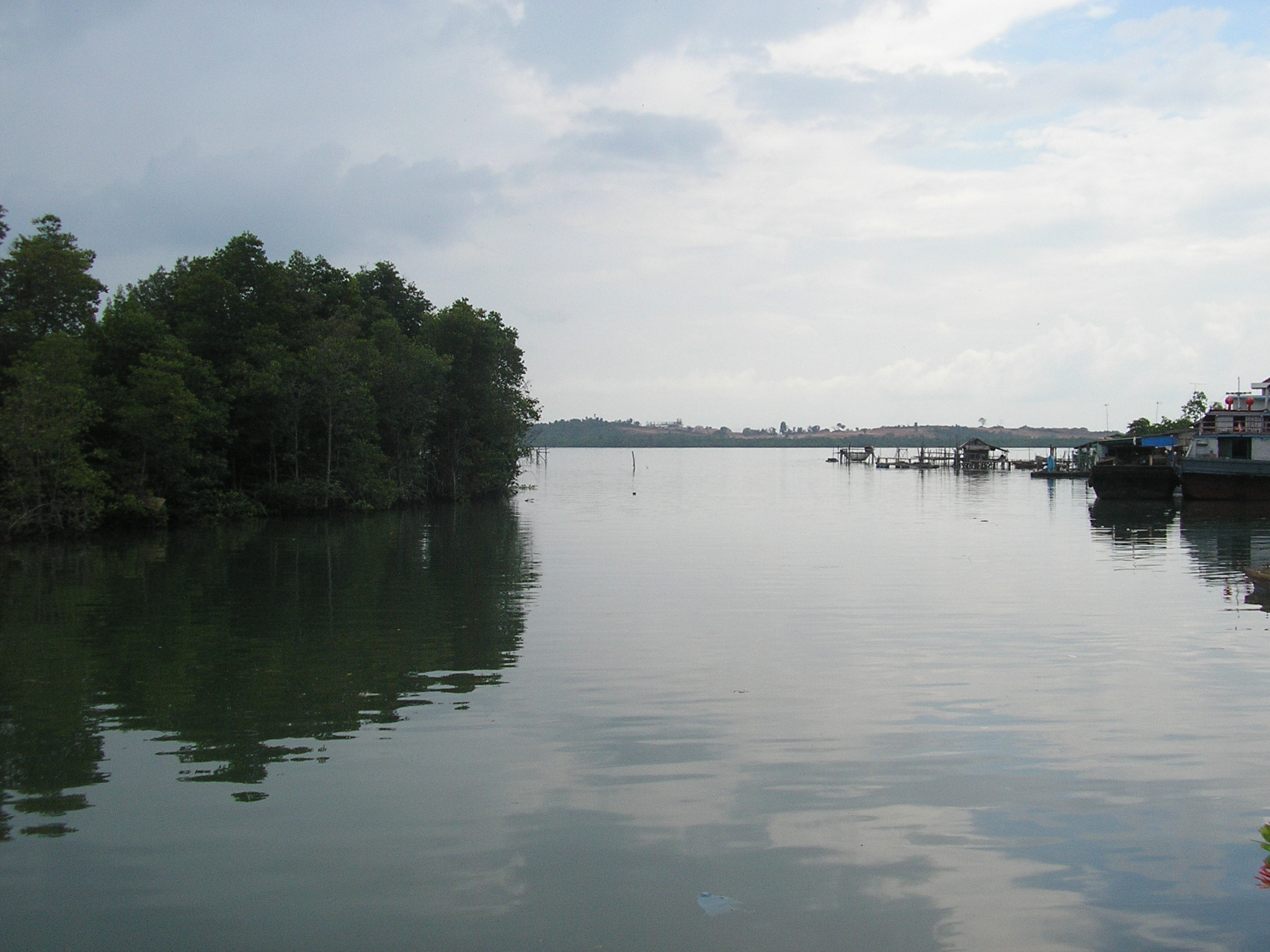
Tanjungpinang i Bintan

Tack vare Bintans strategiska läge och handelsrutten mellan Indien och Kina har ön en mycket händelserik historia. Tillsammans med de lokala folkslagen malajer och bugineser har portugiserna, nederländarna, araberna och britterna under historiens gång spelat en stor roll i Bintans händelserika historia. Många lokala konflikter mellan de inhemska folkslagen malajer och buginese har ägt rum, och sjöstrider på havet med eller mellan utländska invasionsstyrkor har varit en del av Bintans historia. Från mitten av 1500-talet har sultanen av kungariket Johor-Riau flyttat sitt kungarike mellan Johor, Riau och Linggaöarna.
Bintans tidigaste historia kan sammanlänkas till historien om Nagoya Hills som även inkluderar Batam och andra närliggande öar. Kinesiska källor har nämnt att Batam var bebott 231 e.Kr. då Singapore fortfarande kallades Pulau Ujung. Bintan kom under Malackarikets kontroll under 1200-talet. Senare styrde sultanen av Johor härifrån och hans styre varade ända fram till 1700-talet.
Riauöarna låg mitt i de olika malajiska kungarikena och sultanaten, även kända som den malajiska världen, som sträckte sig från östra Sumatra till Borneo. I århundraden var Riau hem för malajer och orang laut. De bosatte sig tidigt på Bintan. Dessa två folk var grunden i de flesta malajiska kungadömena från tiden under Shrivijaya till sultanatet av Johor. De hade full kontroll över handelsrutterna som gick mellan öarna. Migranter från Kina kom hit senare och bosatte sig i stor skala. Efter Malackarikets nedgång i början av 1500-talet kom Riauöarna att bli centrum i den politiska makten i sultanatet Johor.
Från 1200- till 1300-talet, då Srivijayariket höll på att gå under, besökte en medlem av den kungliga familjen Sri Tri Buana Riauöarna år 1290. Drottningen av Bintan mötte honom och undertecknade en strategisk allians. Han kom med en flotta på över 800 fartyg till Bintan där Sri Tri Buana blev kung. Dock fick Bintan och dess kust ryktet som en piratö på grund av de malajiska piraterna som plundrade många skepp genom att tvinga dem att komma in till hamnen för att antingen handla eller bli plundrade på varorna de förde med sig. Hundratals piratskepp tvingade kinesiska skepp att återvända från Indiska oceanen till Bintan. De som vägrade attackerades. Stora mängder av kinesisk keramik har hittats på Bintan, en del kan härledas ända tillbaka till Songdynastin (960–1127). Den arabiska krönikören Ibn Battuta skrev om Riauöarna under 1200-talet: "Här ligger små öar, från vilka svarta pirater med giftiga pilar, som har beväpnade krigsskepp; de plundrar folk men förslavar dem inte." Även efter flera århundraden nämns Bintan fortfarande av många som en piratö.
Enligt historiska dokument ockuperade Sri Tri Bhuvana Singapore och förklarade sig som kung av Singapore. Innan dess döpte han om Temasek, ön som han ockuperade till Singapore. En anledning till att han döpte om ön var att han såg ett djur som han antog var ett lejon (Singapore: Lejonstad). Hans rike varade fram till 1500-talet.
1521 kom portugiserna till området i jakt på svartpeppar och hade för avsikt att bygga ett fort under sina resor i öst på Sundaön på Java. Deras kung hade gett de instruktionerna att förstöra fort i Indien, Sri Lanka och Sumatra. Dock misslyckade de med att erövra Bintan, en fästning som tillhörde det gamla Sultanatet Malacka på den södra delen av Singaporesundet och Aceh (huvudstaden i det nya sultanatet). Vid den här tiden lyckades de bygga ett fort vid Pasai men misslyckades att bygga ett fort i Kanton i Kina efter ett nederlag mot kineserna. År 1524 attackerade malajer från Bintan Malacka som då tillhörde portugiserna.
Bintan blev först politiskt viktigt när Sultan Mahmud Shah av det fallna Malackasultanatet flydde till Bintan och skapade en motståndsbas där efter att Malacca erövrats av portugisiska styrkor 1511. Dock kom portugiserna 1526 till Bintan och förstörde fästningen och efter ett antal år grundade sultanen en ny huvudstad tillbaka på Malackahalvön.
I början av 1700-talet, då politisk oro härjade i sultanatet, flyttade man tillbaka huvudstaden till Bintan då bugineserna tog kontroll över sultanatet. Under Bugis styre utvecklades Bintan till mäktig handelsbas som drog till sig lokala, europeiska, indiska och kinesiska handelsmän samt invandrande kineser liksom Malacka hade utvecklats trehundra år tidigare.  

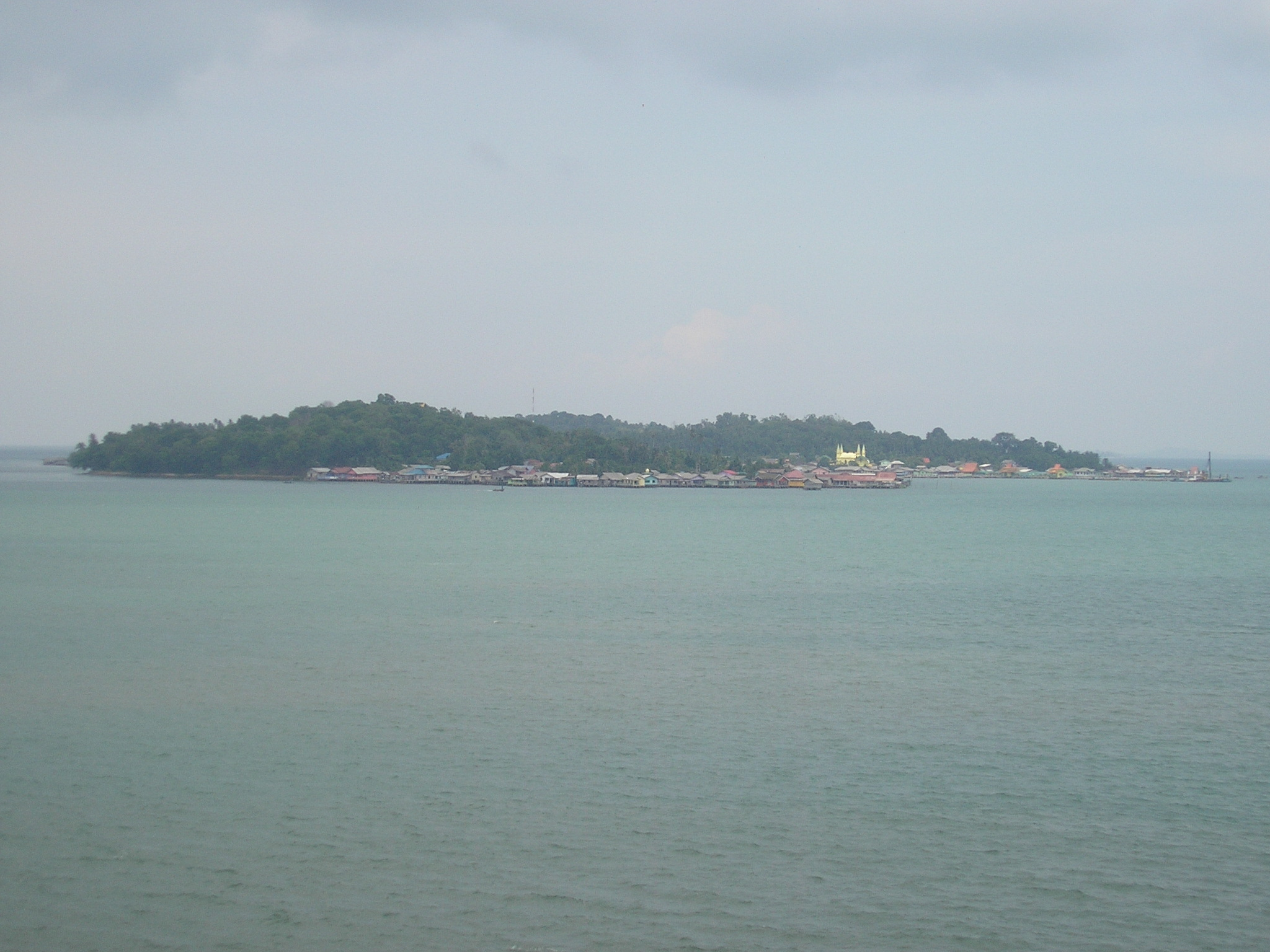
Penyengatön vid Bintan.

Europeiska makter ville ta kontroll över hamnen som hade en blomstrande handel. Under denna period var britterna som kontrollerade Pinang aggressiva med att utvidga sin kontroll söder om Malackasundet samtidigt som de ville förhindra holländsk expansion. De såg Bintan som en möjlig plats. Vid den här tiden hade holländarna besegrat de lokala härskarna över Bintan och tagit kontroll över ön i slutet av 1700-talet. Detta lade grunden till nedgången för den lokala handeln vilket gjorde att britternas intresse svalnade. Dock uppstod en inre maktkamp i Sultanatet av Johor och britterna tog tillfället i akt och ockuperade Singapore. Detta gjorde att Bintans handelsbetydelse minskade ännu mer. Ett nytt kulturellt centrum utvecklades på Penyengatön och blev ett fäste för malajisk och islamisk kultur.
Historien ändrade ödet för Riau som politiskt, kulturellt och ekonomisk centrum när europeiska styrkor tog över de lokala handelsrutterna genom att utnyttja svagheter inom sultanatet. Singapore som under århundraden varit centrum för malajiska kungariken och sultanat låg nu under brittisk kontroll. Den europeiska erövringen av Johor-Riau bröt sultanatet i två delar och som förstörde den kulturella och politiska gemenskapen som hade existerat i flera århundraden.
I Engelsk-nederländska fördraget i London 1824 bestämdes det att britterna skulle kontrollera alla territorium norr om Singaporesundet och Nederländerna skulle kontrollera områdena från Riau till Java. Ända till Indonesiens självständighet 1945 var Bintan under kontroll av Nederländska ostindien. Under andra världskriget ockuperade Japan hela den malajiska världen och Singapore var deras högkvarter. Under denna period tvingades många malajer, även från de övre samhällsskikten, att ansluta sig till den kejserliga armén. Efter kriget åtnjöt Bintan och alla andra öar skattefrihet som varade fram till revolutionen Konfrontasi 1963. Under denna period var dollar från Brittiska Malaya den huvudsakliga valutan.

## Geografi och klimat

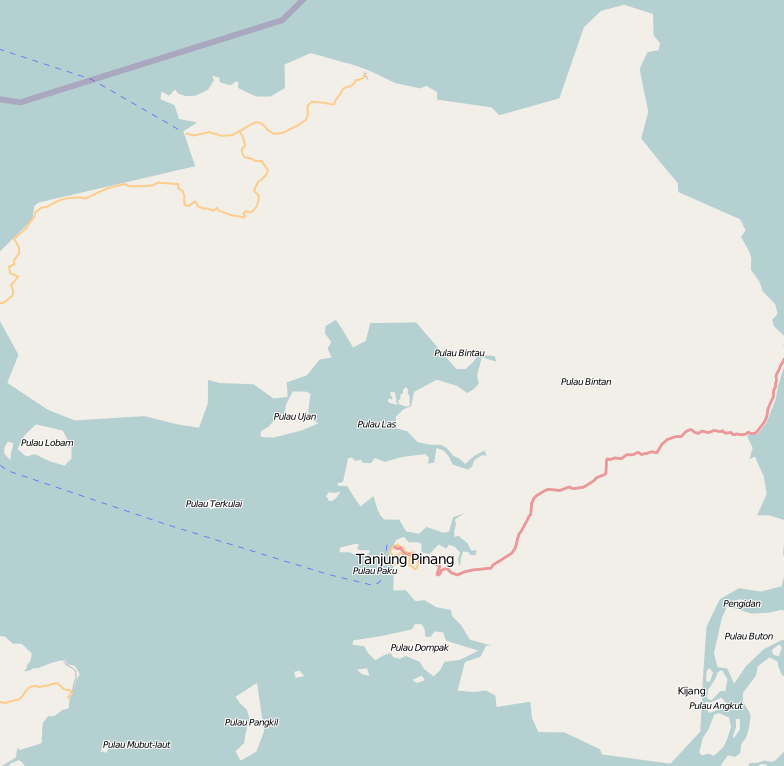
Karta över Bintan

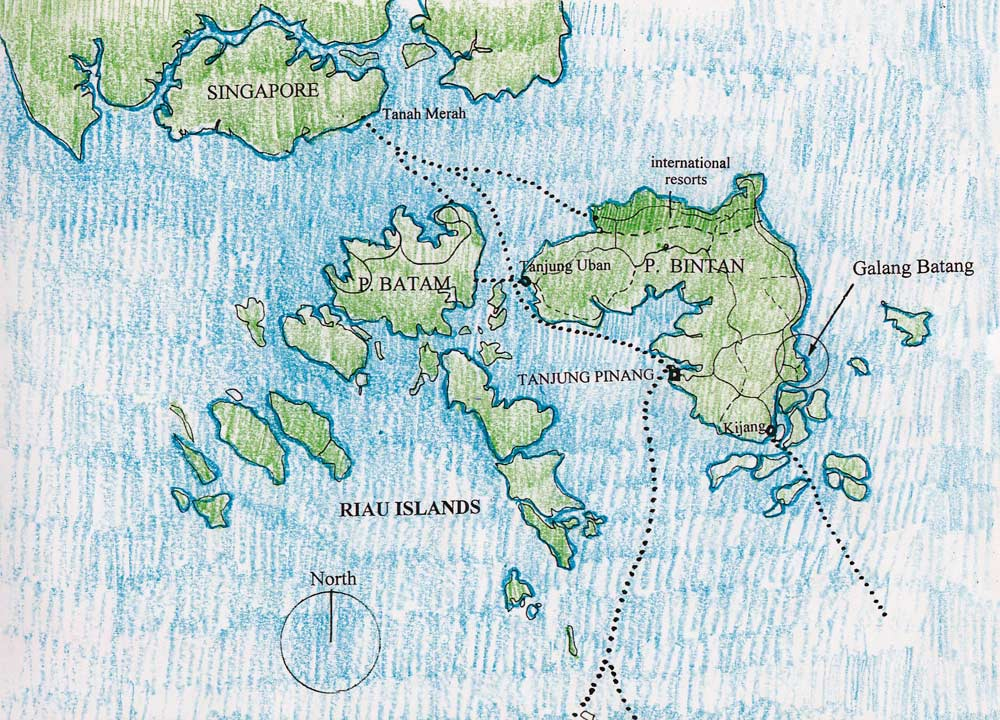
Karta över Bintan

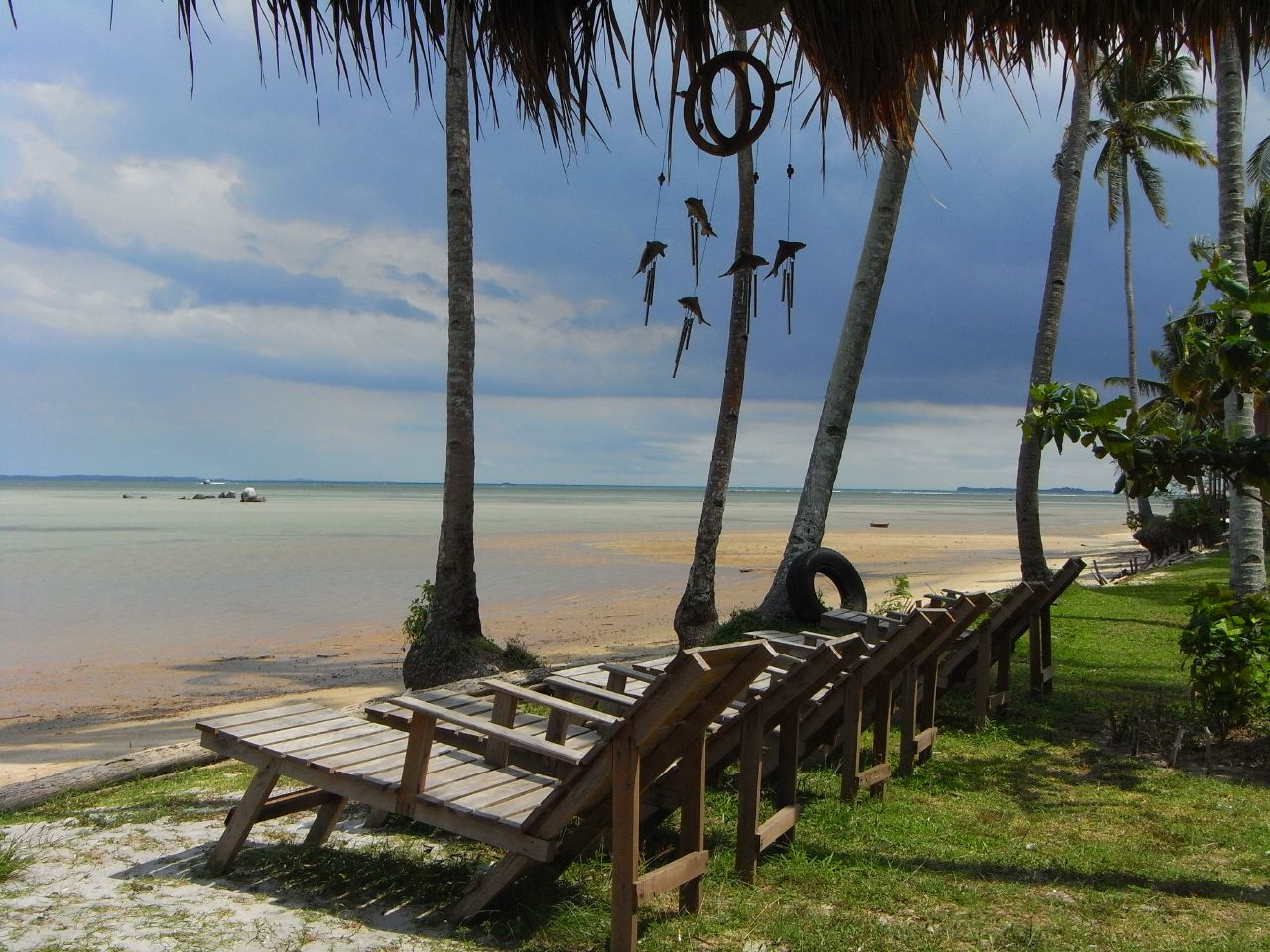
Bintans kust mot Sydkinesiska havet

Bintan är störst bland 3 200 öar i Riauöarna och ligger 10 km öst om Batam. Ön har en kustlinje på 105 km. Riauöarna var en egen provins i Indonesien fram till juli 2004 då Natunaöarna, Anambasöarna, Riauöarna och Linggaöarna införlivades i en ny stor provins. Bintans största centralort Tanjungpinang blev provinsens residensort.
Gamla delen i Tanjungpinang består av ett många gator och gränder och den gamla piren med namnet Pelantar II används idag som fiskmarknad. I staden bor ett stort antal av kineser vilkas närvaro märks genom tre buddhistiska tempel.
Den indonesiska sjövägen vid Bintan ses som mycket säker för små fraktfartyg. Öns har under århundraden utvecklats till två distrikt, den södra och den norra delen, vilka tydligt skiljer sig åt via livsstilen som människorna har.
Den högsta punkten på ön är Bintan Besar, vilket är en 360 meter hög kulle som är täckt av tjock skog. Kullen har bildats av gamla vulkanutbrott. Toppen på kullen kan endast nå via en skogsväg och klättring och tar cirka tre timmar och ger en vid utsikt. Vid foten av kullen ligger byn Kampung Sekuning vilken ligger 60 km ifrån Tanjungpinang. Trots att ön är större än Batam är den mer sparsamt befolkad..

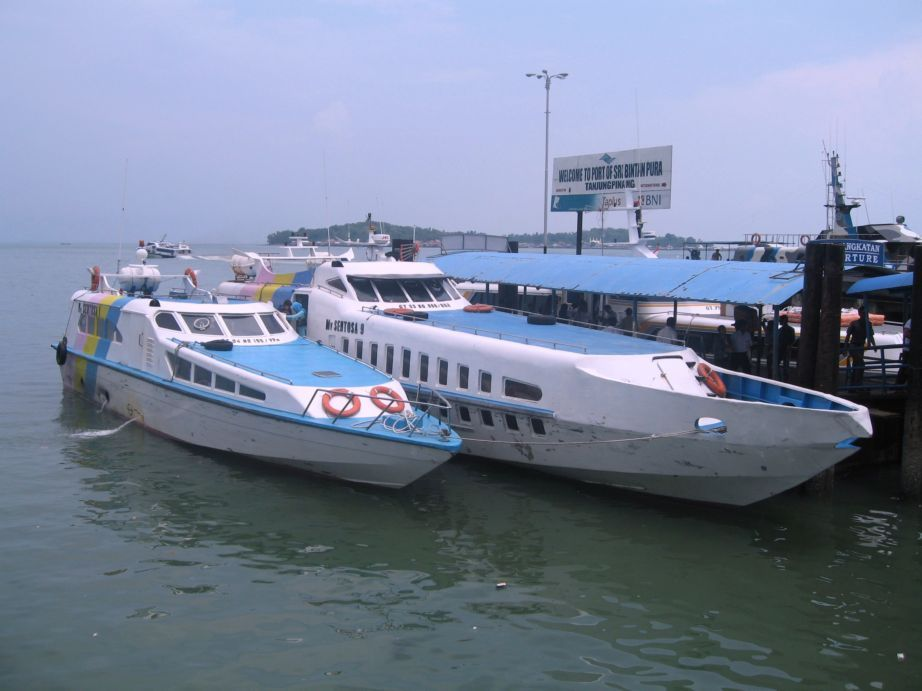
En av Bintans färjeterminaler.

Ett flertal färjor går dagligen mellan Tanah Merah färjeterminal i Singapore till Bandar Bentan Telani färjeterminal på norra delen av Bintan. Det finns en annan färjeterminal i Tanjungpinang som är öns centralort och residensort för den indonesiska provinsen Riauöarna. Färjan till Singapore tar runt 45 minuter. Flygplatsen på ön är endast inrikes och heter Bintan's Raja Haji Fisabilillah Airport (IATA: TNJ, ICAO: WIDN).
Bintan ligger nära ekvatorn. Därför är tropisk klimat dominant under hela året och två årstider existerar som kallas nordöstmonsunen som varar från november till mars och en torr sydvästmonsun från juni till oktober. Den årliga nederbörden varierar mellan 2500 – 3000 mm. Ön har en konstant temperatur på genomsnitt 26°C. Temperaturerna uppges variera mellan 21°C och 32°C- Perioden mars till november är ofta torr med soliga dagar och vintersäsongen med mer regn varar från november till mars.
|                                            | Jan | Feb | Mar | Apr | Maj | Jun | Jul | Aug | Sep | Okt | Nov | Dec |
| ------------------------------------------ | --- | --- | --- | --- | --- | --- | --- | --- | --- | --- | --- | --- |
| Normaldygnets maximitemperaturs medelvärde | 29  | 30  | 31  | 31  | 31  | 31  | 30  | 30  | 30  | 30  | 30  | 29  |
| Normaldygnets minimitemperaturs medelvärde | 23  | 23  | 23  | 24  | 24  | 24  | 24  | 24  | 24  | 24  | 24  | 24  |
|                                            |     |     |     |     |     |     |     |     |     |     |     |     |
| Nederbörd                                  | 180 | 67  | 159 | 199 | 203 | 134 | 152 | 133 | 139 | 218 | 267 | 239 |

| Diagram | temperaturer i °C • månadsnederbörd i mm | temperaturer i °C • månadsnederbörd i mm | temperaturer i °C • månadsnederbörd i mm | temperaturer i °C • månadsnederbörd i mm | temperaturer i °C • månadsnederbörd i mm | temperaturer i °C • månadsnederbörd i mm | temperaturer i °C • månadsnederbörd i mm | temperaturer i °C • månadsnederbörd i mm | temperaturer i °C • månadsnederbörd i mm | temperaturer i °C • månadsnederbörd i mm | temperaturer i °C • månadsnederbörd i mm | temperaturer i °C • månadsnederbörd i mm |
|         | 180 29 23                                | 67 30 23                                 | 159 31 23                                | 199 31 24                                | 203 31 24                                | 134 31 24                                | 152 30 24                                | 133 30 24                                | 139 30 24                                | 218 30 24                                | 267 30 24                                | 239 29 24                                |

## Demografi
Trots sin storlek är Bintan sparsamt befolkat jämfört med andra öar i närheten. På grund av Nederländernas dominans över ön under en lång period kan deras inflytande tydligt observeras på ön. Det bor 350 000 invånare på Bintan, vilka mestadels tillhör malajerska, bugiska, kinesiska och Orang luatiska etniciteter. Efter en observation av öns etniska grupper såg man att en stor grupp av indonesier har invandrat till Bintan under de senaste 15 åren vilket gjort att malajer, öns ursprungsbefolkning, nu är en minoritet. Detta tillskrivs det faktum att ön ligger nära Singapore och Malaysia så att indonesier dras till ön för att komma till Singapore. I öns centralort, Tanjungpinang har befolkningen ökat från 98 871 år 1998 till 134 940 år 2004.

## Näringsliv

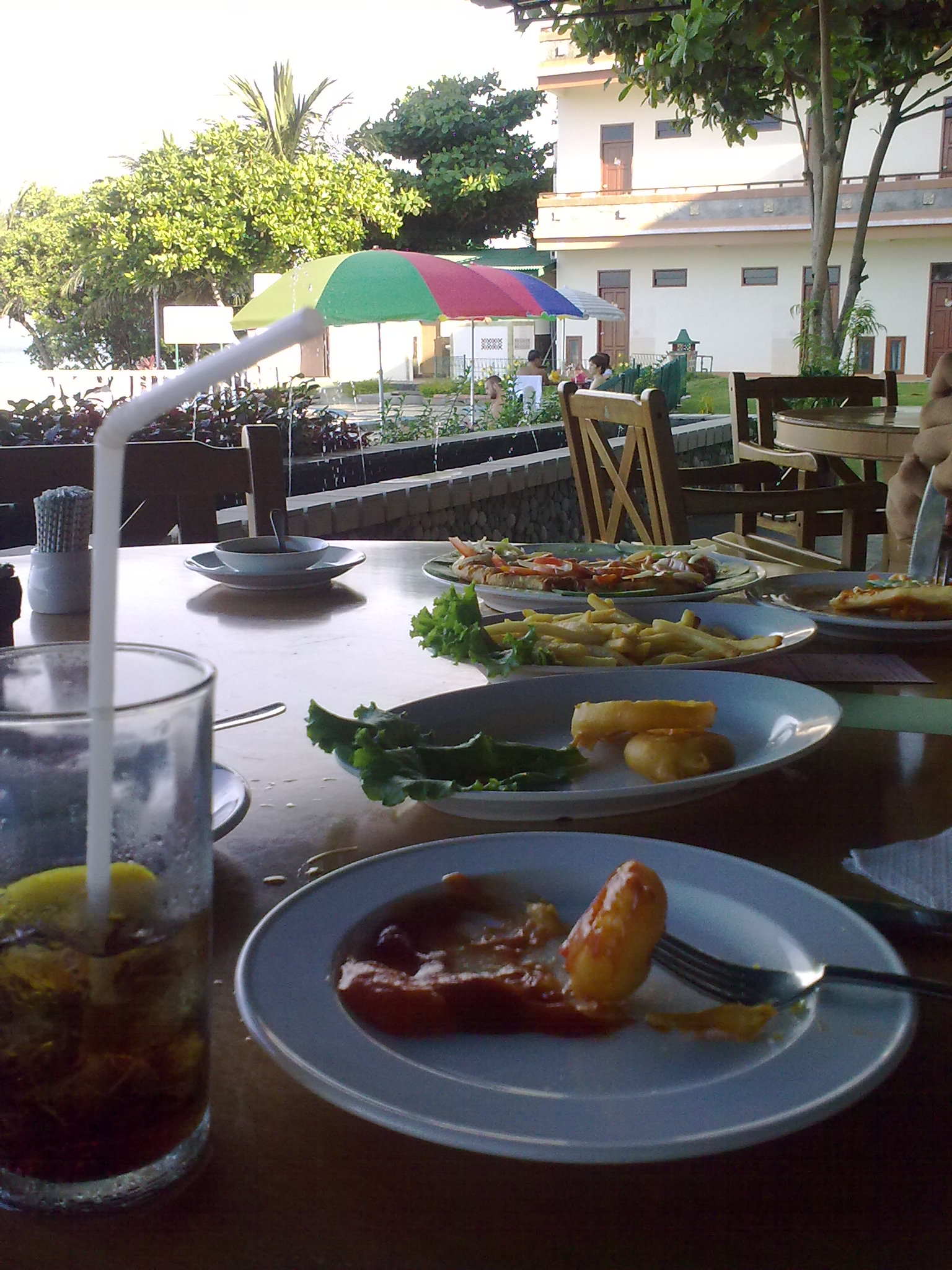
Bintan Agro Beach Resort

1824 bestämdes det i det Engelsk-nederländska fördraget i London 1824 alla öar söder om Singapore skulle tillhöra Nederländerna. Bintan var återigen kontrollerat av holländarna. Bintans makt och centrala roll försvann med de politiska ändringarna som skedde i början av 1800-talet och Bintan var nu i skuggan av dess grannar, Batam och Singapore. Efter att ha grundats av britterna 1819 växte sig Singapore till ett nytt regionalt handelscentrum. På grund av sin begränsade storlek tecknade Singapore ett avtal med den indonesiska regeringen om att investera på Batam och Bintan..
Bintans ekonomi är till stor del beroende av turism beroende på närheten till Singapore. År 1990 hade man enligt ett presidentdekret inlett ett projekt som skulle utveckla ekonomin i Riau. Investeringsplaner, likt den på Batam, hade utvecklats i syftet att tillhandahålla fritid till singaporianer på de vita stränder på norra delen av Bintan. År 1991 lade Bintan Management Resort upp planer för att utveckla resorter, industrier och vattenprojekt. I december 1994 öppnade Bintan resort under ett samförståndsavtal mellan Singapore och Indonesien. Handelsministrar från Singapore, Malaysia och Indonesien deltog. Enligt utvecklingsplanen för Singapore var byggandet av resorter och utvecklandet av industrier taget på privat initiativ. Det en gång så vilda och öde Bintan har nu blivit ett industriellt centrum och enklav för Singapore och ett speciellt investeringszon för världens industriföretag, vilket också drar till sig tusentals arbetare från hela landet. Detta industriprojekt har i ett partnerskap med Batamlndo Industrial Park tilldelats 4 000 hektar mark. Projektet inriktar sig till industrier som producerar varor som textiler, kläder och träförädling. Detta fungerar som ett komplement till Singapores ekonomi genom att tillverka lågvärdiga varor här.
Tidigare hade Singapore's Batam Industrial Park undertecknat ett avtal med Indonesien med att hyra hela Bintans norra kust och utveckla det till en resort (Bintan Resort) för singaporianer. En yta som täcker 23 000 hektar vilket i säg är indelad i 20-30 olika projekt, 3 000 hektar är till för hotell och sportanläggningar. Vidare har Bintan Lagoon and Beach Resorts utvecklats uteslutande för rika turister. Det ska vara en modern anläggning med museum, hantverksaffärer, byar och andra attraktioner relaterade till ekoturism. Även två 18 håls golfbanor är planerade.[när?]
I avtalet ingår också ett antal jordbruksanläggningar där man planerar svinuppfödning och anläggningar för skaldjur. Odling av fisk planeras också.
Under industrisektorn har man identifierat flera Bauxitkällor och man planerar att utveckla gruvdrift på ön.[när?] (Bauxitreserven ligger på 15,88 miljoner ton). Även granit, vitsand och tenn har man tänkt att börja exportera. Den indonesiska regeringen planerar en Petroleumindustri på ön där man ska tillverka plast.[när?]
Den massiva och ambitiösa utvecklingsplanen som lanserades 1995 innehöll byggandet av 10 golfbanor, 20 hotell, 10 bostadsrätter, tre byar och flera marina och ekoturism attraktioner fram till 2015.
[uppföljning saknas]
2010 besökte 300 000 turister Bintan, av vilka de flesta kom ifrån Singapore, Sydkorea och Japan. 75 procent av utländska turister kom med färja ifrån Singapore medan inhemska turister kom med framför allt flygplan. En ny flygplats planeras att byggas i Lobam på Bintan och ska kunna ta emot Boeing 737 och Airbus 320 och en miljon turister redan 2015.[uppföljning saknas] Den nya flygplatsen ligger 35 minuter ifrån Bintan Lagoon Resort medan den nuvarande Raja Haji Fisabilillah Airport ligger 90 minuter ifrån.

## Infrastruktur

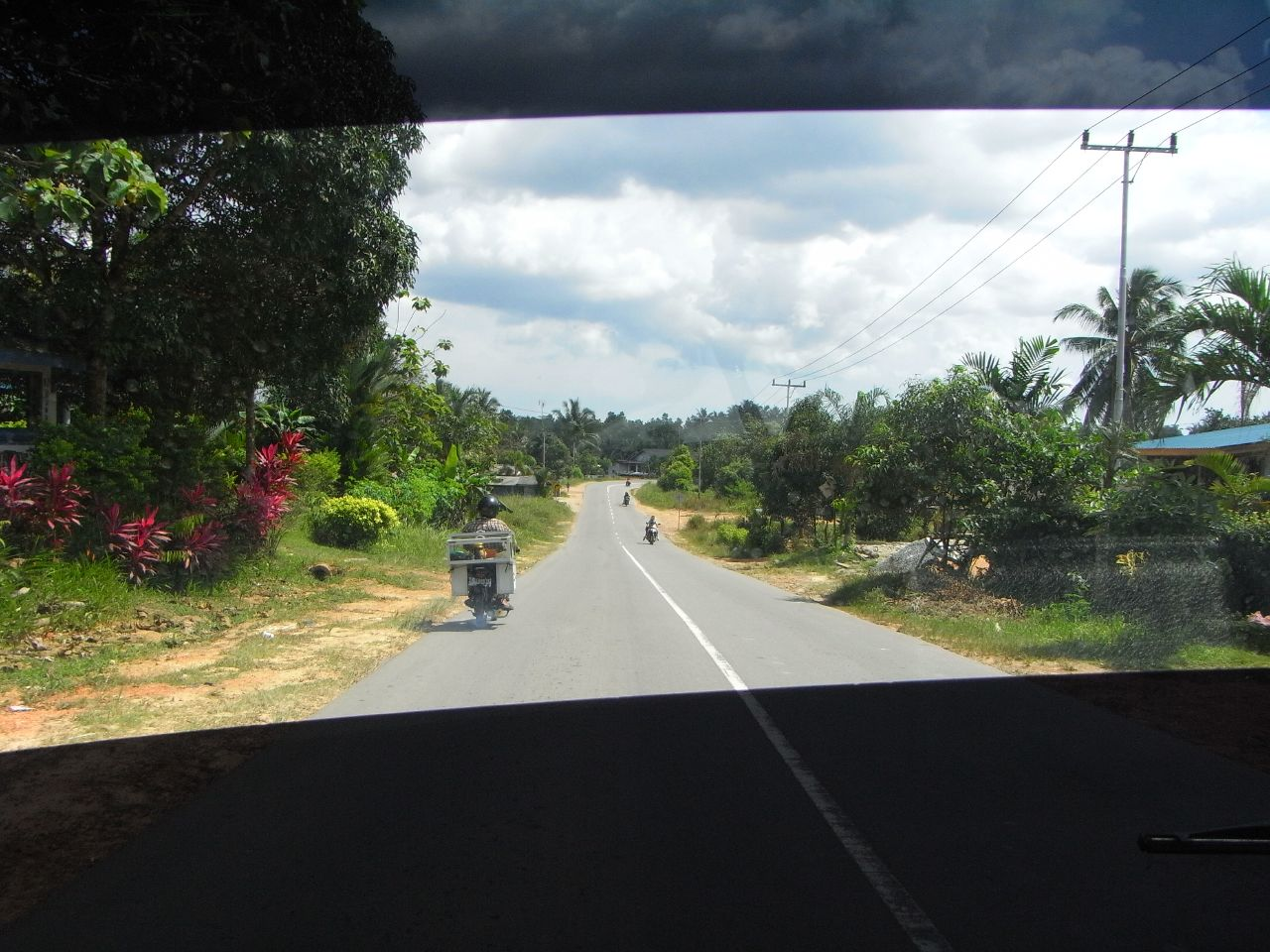
Huvudvägen som leder till Bintan Resort

1991 lanserades ett nytt stort utvecklingsprogram som var tänkt att bygga en modern infrastruktur på Bintan. Kostnaderna för detta skulle gå upp till 170 miljoner amerikanska dollar. Eftersom ön endast gick att nå via båt låg huvudfokuset på öns färjeterminal. Det finns nu tre färjeterminaler och en hamn som har en kapacitet på upp till 12 000 ton. Bintan har nu en flygplats, känd som Raja Haji Fizbullah Airport.
Arbetet med att uppgradera vägarna inleddes också och den första sträckan på 12,5 km stod färdig 1997. Dricksvattenanläggningar skapades också genom att konstruera stora vattenreservoarer på fem miljoner liter och en reserv reservoar på 1,5 miljoner liter vatten stod redo för leverans till reningsverket. Efter detta har hela resorten rent dricksvatten. Elförsörjningen har också säkerställts genom en kraftanläggning på 18 MW med kapacitet på upp till 24 MW. Inom varje resort har ägarna själva stått för el- och vattenförsörjningen. Dricksvattnet når upp till WHO:s standard. Avloppsreningsverk sker i alla orter via modulära reningsverk. Det överblivna utflödet tas tillvara för bevattning. Avfallet samlas in från orterna och placeras systematisk i anläggningar. Det finns 15 banker, 7 hotell och 6 golfbanor på ön.

## Flora och fauna

### Flora
I Bintan växte det först och främst ursprunglig regnskog på avlägsna platser som kullar. Omfattande avskogning skedde främst i syfte att odla Gambir. Varje plantage täckte en yta på 30 hektar. För plantering av gambir behövdes löv och ved vilket löstes genom att hugga ner mängder av skog. Ca 30 hektar skog krävdes för odling av 30 hektar gambir. Med denna skövlingstakt skulle man bara kunna odla gambir i tolv år. Det fanns inte tillräckligt med skog och odlingen av gambir avbröts. På 1920-talet ersatte gummiplantage gambir. Även gummit övergavs efter problem med vattenförsörjningen. Nu har sekundäraskogar växt upp där odling tidigare skett. Det övergivna marken används idag till annat. Regnskogarna på ön kan bli uppemot 40 meter höga och bestå av hundratals växter och djur.

### Fauna

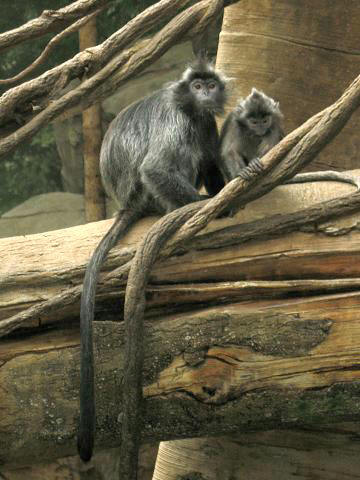
Trachypithecus cristatus

Olika arter av havslevande växter och djur lever här. Från bläckfiskar till sniglar, från olika fiskar till ostron. Även flera olika arter av havssköldpaddor kan man hitta här. Delfiner är också vanligt förekommande. På land finns djur som Trachypithecus cristatus, solfåglar, örnar och glador. 
Havssköldpaddor

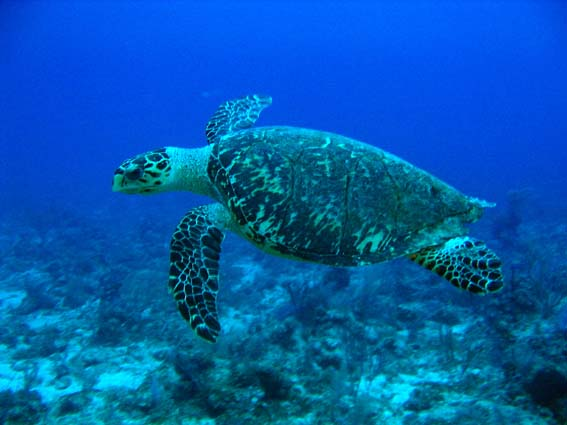
Karettsköldpadda

Havssköldpaddor och då i synnerhet de arter som finns i Indonesien och alla dess öar; sex av sju olika arter av havssköldpaddor finns i Indonesien. Den indonesiska skyddslagen Act. nr 5 1990 skyddar dessa arter.
Bintan var ett av de ställen i världen där havssköldpaddor hittades i stora mängder. Under 1950-talet hittade man under häckningsperioden i snitt två bon om dagen vid kustlinjen på Bintan. Idag hittar man de inte lika ofta. Sköldpaddsspår, bon, ägg och äggskal har registrerats under patruller på stränderna under särskilda tidpunkter, inte bara Bintan utan också i Pasir Pesan. Vid stränderna i resorterna har man skymtat karettsköldpadda (Eretmochelys imbricata) och grön havssköldpadda (Chelonia mydas). Forsknings-, utbildnings- och miljödepartementet och de olika resorterna uppmuntrar till patruller och är övertygade att sköldpaddorna skyddas på Binan och även av lokalbefolkningen.

## Historiska platser
På Bintan och dess centralort Tanjungpinang finns det ett antal historiska platser som är knutna till antik historia och modern utveckling. Dess närhet till Singapore har resulterat i en utveckling av öns stränder då populära resorter har dragit till sig turister. De mer kända historiska platser kan nämnas Penyengat, tanjungpinang, Raja Ali Haji monumentet, den koloniala kyrkogården, kinesiska pagoder, Banyantemplet och dess många resorter. Öns naturliga landskap med alla sina djur och växter är också en del av öns historia.

### Penyengat
Penyengat är en liten historisk ö med en area på 2,5 km2 och är belägen ca 6 km ifrån Bintan. Ön var ett religiöst, kulturellt och administrativt centrum för Johor-sultanatet under 1800-talet. Sultanet flyttade dit efter att Malacca erövrats av portugiserna och han gjorde det till huvudstad i sitt kungarike. På nordöstra delen av ön kan man finna många gamla muslimska reliker. Raja Ali Haji som var ledare över en av ursprungsbefolkningarna på Bintan Bugis gifte bort sin dotter till Sultan Shah av Malacca och hon fick då ön som gåva. Detta giftermål skapade fred mellan ursprungsbefolkningarna malajer och bugis. Efter detta byggde man en stor moské kallad Masjid Raya på ön vilket kan ses ifrån Tanjungpinang. Ett monument efter Raja Ali Haji som offrade sitt liv för sitt folk åt holländarna finns på ön. De etniska grupperna hakka och indo-malajer bor här. Andra intressanta historiska fakta är att det Penyengat baserade sultanatet samarbetade med Thomas Stamford Raffles i syfte att få brittisk beskydd. 
Masjid Raya Sultan Riau
Masjid Raya Sultan Riau byggde 1818 ett utomordentligt gul moské, även kallad svavelmoskén, som är känd för att ha många kupoler och minareter. Moskén har en sällsynt 150 år gammal handskriven koran i sitt muslimska bibliotek. En formell klädsel kräv för inträde.

### Tanjungpinang

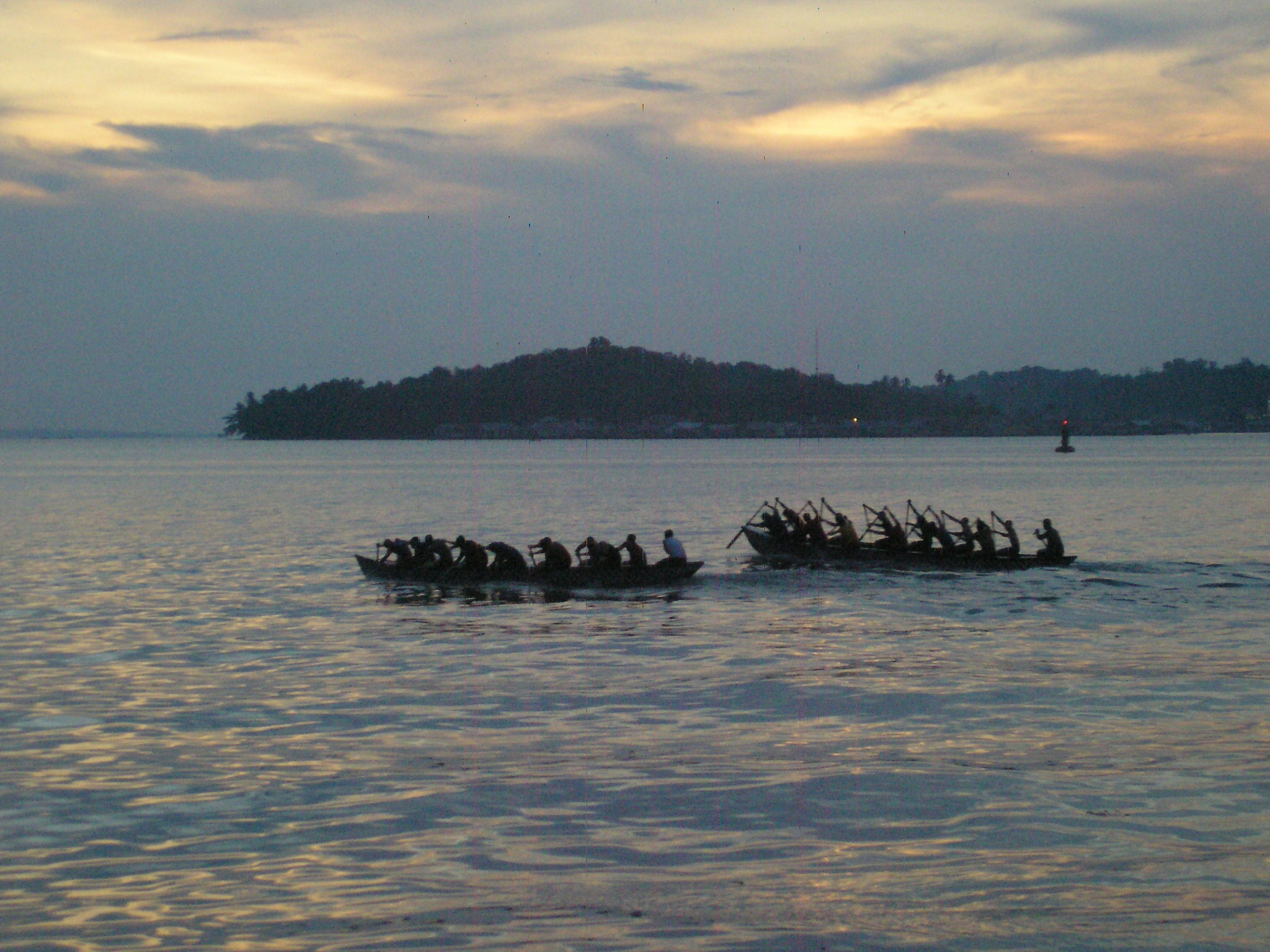
Båtrace i Tanjungpinang

Tanjungpinang är beläget på Bintans sydvästra del och är residensstad och största stad i den indonesiska provinsen Kepulauan Riau. Den är en handelscentrum med etnisk mångfald med traditionella byar och tempel. Staden täcker en yta på 13 600 hektar och är en autonom region i Bintan. Den är en hamnstad som sammankopplar öarna i Kepulauan Riau. Tanjungpinang har färjeanslutningar till Batam, Singapore och Johor Bahru. Staden är ett sätt för singaporianer att komma bort från sin sanerade stad och komma till en stad med anarki. Till skillnad ifrån Singapore är staden nedskräpad, rökning på officiella platser är tillåten och priset på exotiska frukter och diverse sjögräs är lägre än i Singapore.

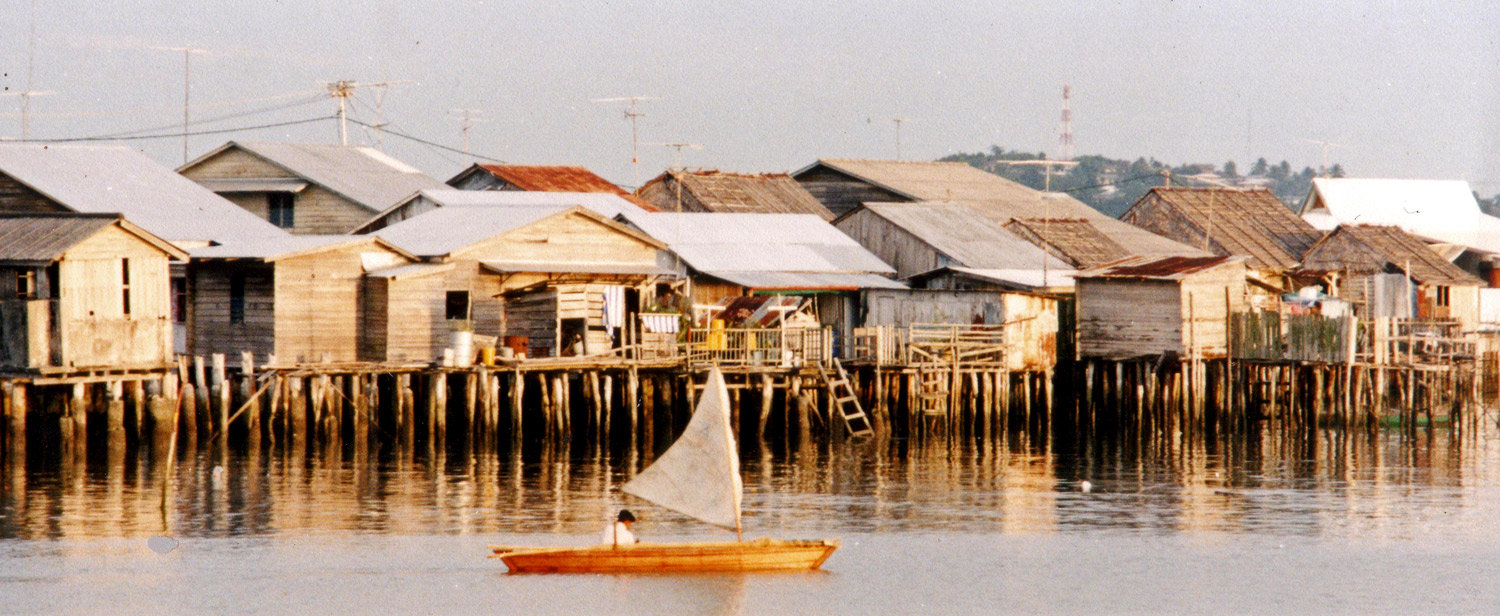
Byn Senggarang nära Tanjungpinang

I staden Tanjungpinang ligger det en holländsk kolonialkyrkogård (dock så är stora delar i ruiner) vilket reflekterar livet för de europeiska sjömännen i gammal tid. Staden har också ett museum vid korsningen av gatorna Jalan Kamboja och Jalan Bakar batu. Museet har en visning med historiska artefakter, keramik och vapen. Det är en kulturellt händelserik plats med många uppträdanden med malaysisk musik och dans. Ett känt buddhistiskt tempel ligger utanför Tanjungpinang i den lilla byn Senggarang. Ett palats med kungliga gravar, bland annat Raja Ali Hajis grav ligger här. Den gamla härskaren var författaren till den första grammatikboken i det malajiskaspråket, vilket är ett rikt arv för Bintan.
Raja Haji Fisabillah Monument

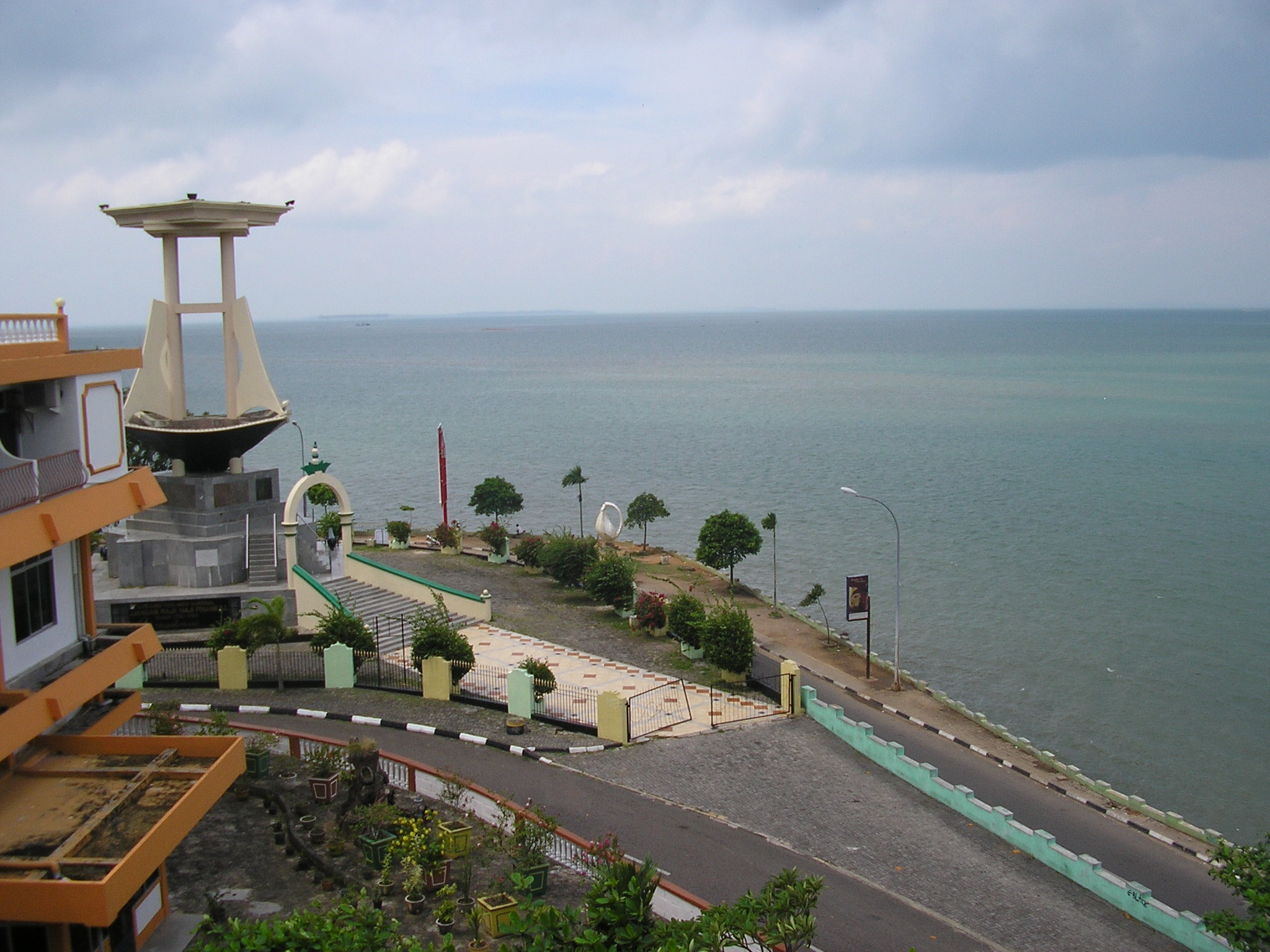
Raja Haji Fisabilillah Monument

Raja Haji Fisabilillah dog i slaget vid Malacka mot holländarna 1784. Ett 28 meter högt monument byggdes i hans minne som Bintans nationalhjälte. Han var en berömd malajkung och hade sitt palats (istana) på ön Penuengat, lite utanför Tanjungpinang. Monumentet har övervägts att ta upp på UNESCO:s världsarvlista.

### Banyan trätempel
Banyan trätempel som är runt 100 år gammalt tempel som är byggt av den lokala kinesiska samhället och singaporianer. Templet är belägen på norra delen av ön i Senggarang. Utöver templet finns det flera kinesiska pagoder runt omkring templet. Ett av templen är i ruiner och de andra tre, vilka vartdera är 100 år gamla, ligger inom en innergård som vetter mot vattnet. Interiören på de tre templen skildrar färgstarka målningar och träsniderier. Kinesiska singaporianer som ofta ses runt templet erbjuder böner.

## Stränder och resorter
Bintan Resorts är belägen på öns norra del och täcker en yta på 23 000 hektar. Majoriteten av resorterna ägs av singaporianer och marknadsförs för singaporianer. Resorten ligger på 45 minuters avstånd ifrån Singapore. Hotell och affärer prissätts i Singapore dollar eller US dollar.